# Vicoleni, Botoșani
Vicoleni este un sat în comuna Ungureni din județul Botoșani, Moldova, România. Satul Vicoleni ar fi existat înainte de formarea statului independent Moldova, deci înainte de 1359. Este un sat din vremuri prevoievodale. Denumirea îi vine de la vătaful Vicoleanu, care stăpânea moșia satului. Acest sat a avut un trecut frământat. Pe dealul „Iungani”, situat în nordul satului, se presupune că ar fi existat un orășel stăpânit de un anume Iugo, slujbaș domnesc al lui Ștefan cel Mare. Această așezare ar fi fost distrusă în urma unui măcel provocat de turci la 1500.
 Acest articol despre o localitate din județul Botoșani este deocamdată un ciot. Puteți ajuta Wikipedia prin completarea lui.